# Øyvind Bjorvatn
Øyvind Bjorvatn, né le 26 avril 1931 à Herefoss (Birkenes) et mort le 9 février 2015, est un homme politique norvégien.

## Biographie
Membre du conseil municipal de Tvedestrand de 1963 à 1971, il se fait élire une première fois au parlement norvégien en 1965 pour le Parti libéral. Il se fait réélire en 1969, mais quitte son parti en 1972 et se joint au Liberale Folkepartiet. De 1977 à 1981, il est élu député sur la liste commune des partis de centre-gauche. De 1982 à 1986, il est le leader du Liberale Folkepartiet.